# اردوپایلوت
اردوپایلوت (به انگلیسی: Ardupilot) که به نام اردوپایلوت مگا (Ardupilot Mega-APM) نیز شناخته شده است، یک اتوپایلوت متن باز است که از سال ۲۰۰۷ توسط گروه DIYDrones آغاز شد. این اتوپایلوت قابلیت نصب روی انواع سامانه‌های بدون سرنشین اعم از هواپیما، مولتی روتور، ماشین و قایق را دارد. اردوپایلوت مگا در سال ۲۰۱۲ موفق شد جایزه UAV Outback Challenge را کسب کند.
اردوپایلوت بر اساس اردوینو (Arduino) ساخته شده است. در نسخه‌های اولیه آن از سنسورهای دمایی (Thermopile) استفاده شده بود اما بزودی جای خود را به IMU داد. در IMU از جایروسکوپ و شتابسنج به صورت همزمان استفاده می‌شود و دقت بسیار بالاتری دارد.

البته اکنون گروه DIYDrones اتوپایلوت دیگری را نیز به نام Pixhawk/PX4 روانه بازار کرده است که هنوز نتوانسته است محبوبیت اردوپایلوت را کسب کند.

## قابلیت‌ها و ویژگی‌ها
- بازگشت به محل پایگاه زمینی تنها با یک کلیک ماوس یا تعویض سوئیچ رادیو
- تعداد نامحدود مختصات نقاط برای برنامه ریزی
- نشست و برخاست خودکار
- ذخیره‌سازی تمام اطلاعات پرواز برای بررسی‌های بعدی
- قابلیت متصل شدن به شبیه‌سازها برای تست با کامپیوتر قبل از پرواز
- نرم‌افزار پایگاه زمینی کاربر پسند
- قابلیت اتصال به ماژول تلمتری برای ارسال زنده اطلاعات
- امکان برنامه‌ریزی ماموریت به صورت آنلاین از جمله تنظیم نقطه‌های جدید و ...
- امکان پرواز از طریق joystick توسط رایانه شما بدون نیاز به رادیو
- بازگست هواپیما شما به محل پرواز در صورت خارج شدن از برد رادیو